# Трубников, Григорий Владимирович
Григо́рий Влади́мирович Тру́бников (род. 17 апреля 1976, Братск, Иркутская обл., СССР) — российский физик-экспериментатор, известный специалист в области ядерной физики, физики и техники ускорителей, коллайдеров и накопителей пучков заряженных частиц. Директор международной межправительственной научной организации Объединенный Институт Ядерных Исследований (ОИЯИ, г. Дубна).
Доктор физико-математических наук, академик РАН (2016), член Президиума РАН (с 2017 года). Первый заместитель министра науки и высшего образования Российской Федерации (2018—2020), заместитель министра образования и науки Российской Федерации (2017—2018), с 1 января 2021 года — директор ОИЯИ.
Лауреат премии Правительства РФ в области науки и техники (2010), Почетный профессор МГУ, Лауреат Национальной Премии «Вызов» (2023)

## Биография
Родился 17 апреля 1976 года в Братск, Иркутская область, СССР

### Образование
1992—1996 г.г. — Липецкий государственный технический университет, факультет автоматизации и информатики, кафедра «Автоматизированные системы обработки информации и управления».
1997—1998 г.г. — Московский государственный университет им. М.В.Ломоносова, МГУ, физический факультет, кафедра «Физика элементарных частиц».
1998—2001 г.г. — аспирант учебно-научного центра ОИЯИ (г. Дубна).
2017—2018 г.г. — Российская академия народного хозяйства и государственной службы, Executive Master in Public Management.

### Научная степень
- 2005 год — защитил кандидатскую диссертацию (к.ф.-м.н.) по специальности Физика и техника ускорителей заряженных частиц, тема: «Динамика частиц в циклических ускорителях с фокусировкой продольным магнитным полем».
- 2012 год — защитил докторскую диссертацию (д.ф.-м.н.), тема: «Синхротрон релятивистских тяжёлых ионов Нуклотрон в ускорительном комплексе NICA».

### Научное звание
- доцент по специальности «физика и техника ускорителей заряженных частиц»
- 2011 год — избран членом-корреспондентом РАН по Отделению физических наук (ОФН РАН), секция ядерной физики.
- 2016 год — избран академиком (действительным членом) РАН по Отделению физических наук, секция ядерной физики.
- 2021 год — избран действительным членом МААН.

### Работа
- 2013 год — избран заместителем академика-секретаря ОФН РАН.
- С 25 января 2017 по 2018 год — заместитель министра образования и науки Российской Федерации[4]. Курировал научную сферу.
- Проходил обучение в первом потоке Высшей школы государственного управления Российской академии народного хозяйства и государственной службы при Президенте Российской Федерации[4], созданной приказом по Академии № 02-573 от 19 ноября 2013 года[5]. В 2018 году окончил Программу развития кадрового управленческого резерва.
- В мае 2018 года присвоен классный чин действительный государственный советник 3-го класса.
- С 18 июня 2018 года по 25 марта 2020 года — первый заместитель министра науки и высшего образования РФ[5]. Курировал сферу науки, технологий и инноваций.
- с марта 2020 года по декабрь 2021 года — первый вице-директор ОИЯИ.
- с 1 января 2021 года — Директор международной межправительственной научной организации Объединённый Институт Ядерных Исследований (ОИЯИ, г. Дубна).
- с 2012 по 2013, с 2022 года — член Президиума Совета при Президенте Российской Федерации по науке и образованию[6].

## Профессиональная деятельность
- С 1996 по 1998 год — стажёр, лаборант Лаборатории ядерных проблем Объединённого института ядерных исследований (ОИЯИ, город Дубна);
- С 1998 по 2001 год — аспирант УНЦ ОИЯИ, г. Дубна;
- С 1998 по 2007 год — младший научный сотрудник, научный сотрудник, ио начальника сектора Лаборатории ядерных проблем ОИЯИ;
- С 2006 по 2013 год — заместитель главного инженера ОИЯИ;
- С 2007 по 2013 год — начальник Ускорительного отделения, заместитель директора по научной работе Лаборатории физики высоких энергий ОИЯИ, руководитель проекта «Нуклотрон-NICA»;
- 2014 год — вице-директор ОИЯИ, руководитель Дирекции мегасайенс проекта «Комплекс NICA»;
- С 2017 по 2018 год — заместитель Министра образования и науки РФ;
- С 2018 по 2020 год — первый заместитель Министра науки и высшего образования Российской Федерации;
- С марта 2020 года — первый вице-директор Объединённого института ядерных исследований[7];
- С 1 января 2021 — директор Объединённого института ядерных исследований.

## Научно-организационная деятельность
- С 2002 по 2007 год — доцент кафедры 2, факультет «А», МИФИ;
- С 2001 по 2013 год — доцент, профессор кафедры «Электроника физических установок», МИРЭА;
- С 2009 года — член научно-технического комитета корпорации «Росатом»;
- С 2010 по 2017 год — заместитель председателя НТС ОИЯИ;
- С 2012 года — член Научного Совета РАН по физике тяжёлых ионов; член Научного Совета РАН по ускорителям; член редколлегии журнала «Физика элементарных частиц и атомного ядра»;
- С 2012 по 2013 год, c 2022 по н.в. — член Президиума Совета при Президенте РФ по науке и образованию;
- 28 октября 2016 года — избран действительным членом Российской академии наук (академик РАН);
- С 2016 года — член международных комиссий IUPAP C12 и IUPAP WG9;
- С 2017 года член Президиума РАН;
- С 2019 года — член Российского Пагуошского комитета[8];
- С 2021 года — сопредседатель Комитета по сотрудничеству Россия-ЦЕРН «5+5»;
- С 2021 года — Председатель Общественно-экспертного совета Национального проекта «Наука и Университеты», специальный представитель Министерства науки и высшего образования РФ по вопросам международного научно-технического сотрудничества и взаимодействия с РАН;
- С 2022 года — заведующий кафедрой «Фундаментальные ядерные взаимодействия», физический факультет МГУ им. М.В.Ломоносова;

Член программных и организационных комитетов нескольких международных конференций по ускорителям заряженных частиц (IPAC, ICHEP, EXON, INPC, LINAC, RuPAC, STORI, COOL, международный семинар В. П. Саранцева).

## Научные интересы
- Физика и техника ускорителей заряженных частиц;
- Физика высоких энергий, ядерная физика;
- Электронное и стохастическое охлаждение пучков;
- Генерация интенсивных электронных и ионных пучков;
- Накопительные кольца;
- Динамика пучков заряженных частиц;
- Объектно-ориентированное программирование.

## Научные труды
Автор и соавтор более 230 научных работ и обзоров, патентов.

## Награды, почётные звания
- Медаль Госкорпорации Росатом «Академик А. П. Александров»
- Юбилейная Медаль «300 лет Российской академии наук»
- Почетный Профессор МГУ им. Ломоносова
- Почетный доктор Санкт-Петербургского политехнического университета Петра Великого (2023)
- Премия имени В. И. Векслера (РАН, 6 февраля 2024) — за цикл работ «Многофункциональный комплекс ускорителей тяжелых ионов — инжектор коллайдера NICA»
- Орден РПЦ благоверного князя Даниила Московского III степени (2023)
- Лауреат Национальной Премии «Вызов» 2023 год («Инженерное решение»)
- Почетная грамота Министерства промышленности и торговли РФ (2022)
- Орден Дружбы (2022)
- Почетный знак «За заслуги перед Дубной» (2021)
- Почетный знак «За заслуги перед Московской областью 2-й степени» (2021)
- Государственная Премия Дружбы КНР (Chineese Government Friendship Award) за 2021 год
- Почётная грамота Совета Федерации РФ 2020 г
- Благодарность Министерства культуры РФ 2018 г
- Благодарность Министерства образования и науки РФ 2016 г
- Почётная грамота Министерства образования и науки 2013 г
- Лауреат премии Правительства РФ в области науки и техники 2010 года — за создание нового поколения ускорителей тяжёлых ионов для релятивистской ядерной физики и инновационных ядерно-энергетических технологий (в составе коллектива).